# Trolleybus van Solingen

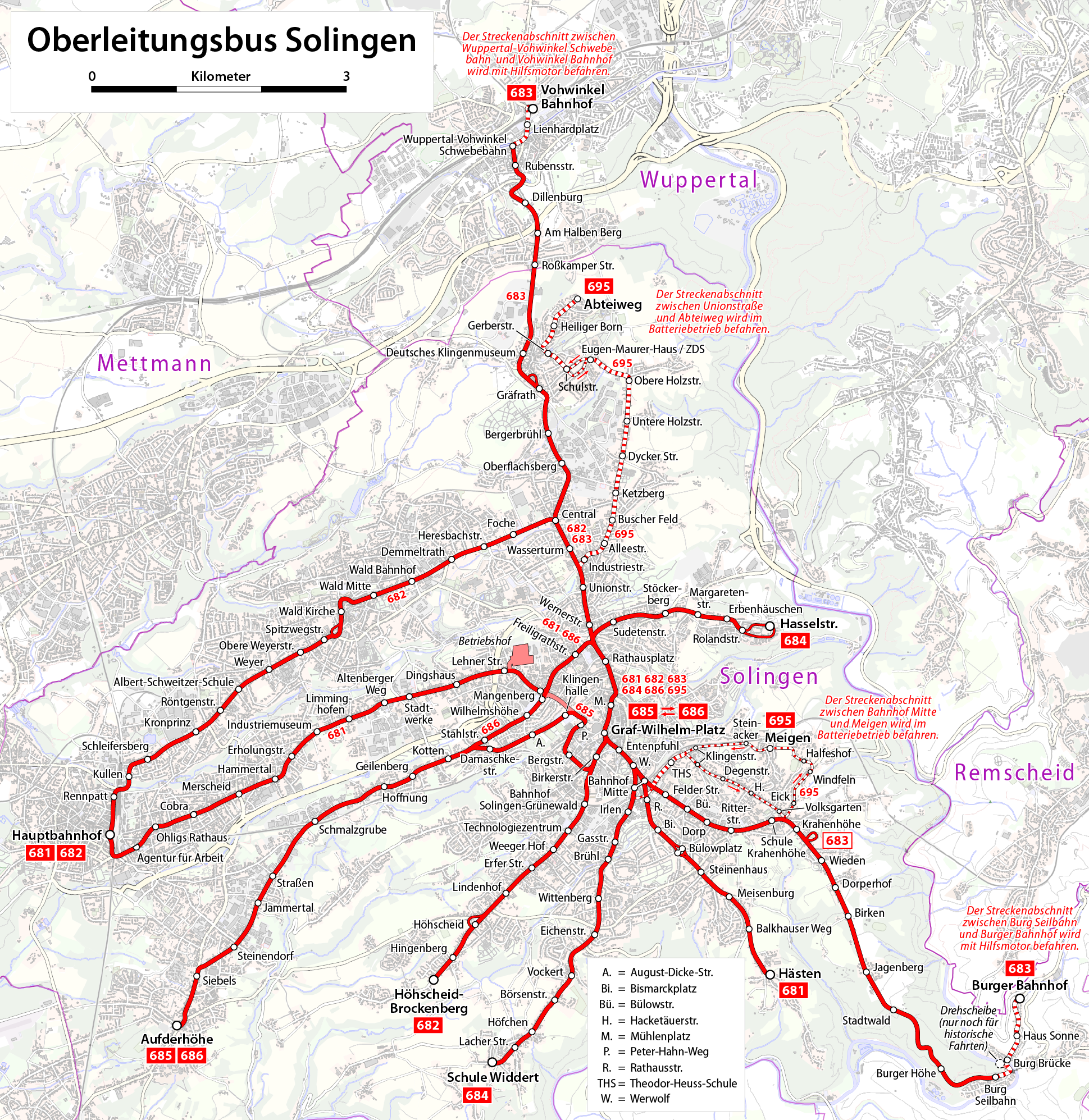

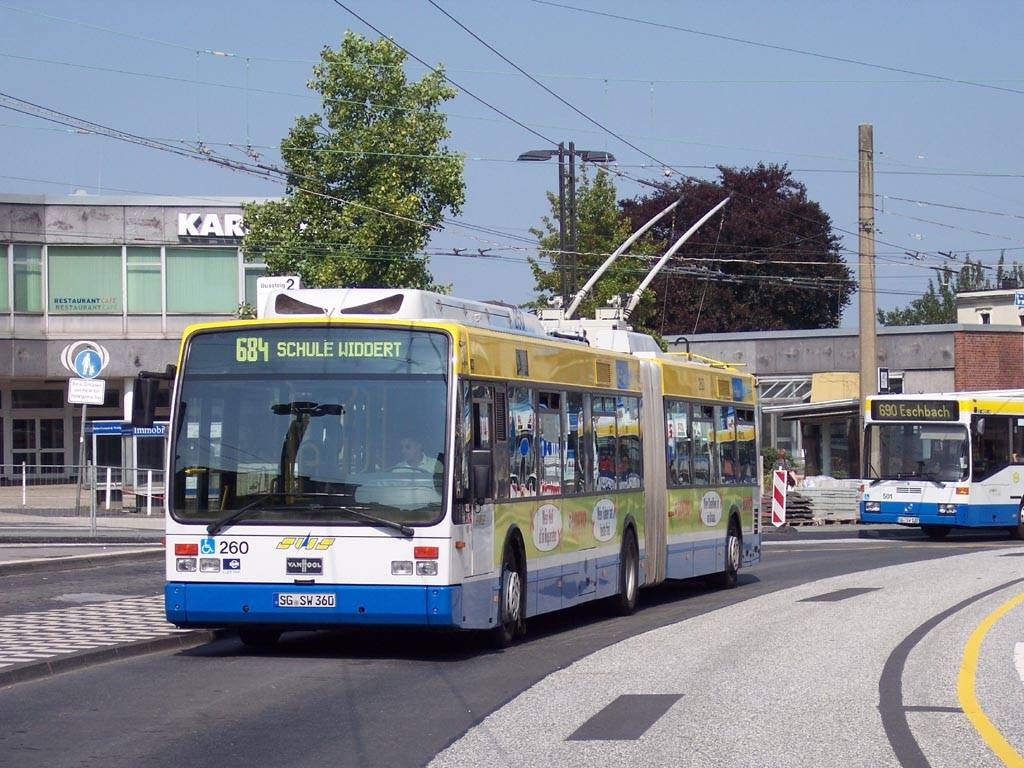
Van Hool AG300-trolleybus in Solingen

De trolleybus van Solingen is de belangrijkste vorm van openbaar vervoer in de Duitse stad Solingen met een uitloper naar Wuppertal.

## Geschiedenis
Begin jaren vijftig werd besloten het tramnet in Solingen op te heffen en te vervangen door een trolleynet. Op 19 juni 1952 werd de eerste trolleylijn in geopend. De laatste tramlijn werd in 1959 vervangen door een trolleylijn. Het trolleynet bestond daarmee uit vier lijnen (lijnen 1 t/m 4). 
In 1980 werd het Verkehrsverbund Rhein-Ruhr opgericht. In het Ruhrgebied kregen bijna alle bus- en tramlijnen nieuwe lijnnummers waarbij het gehele gebied in 10 districten werd verdeeld met een bepaalde logica waarbij geen dubbele lijnnummers meer mochten voorkomen. Solingen werd met onder meer Wuppertal en Remscheid ingedeeld in de 600 reeks waarbij de Solingse trolleylijnen 1 t/m 4 werden omgenummerd tot 681 t/m 684. 
In 1981 kreeg lijn 684 een nieuwe tak van 2,6 kilometer vanaf het centrum naar de Hasselstraße. In 1982 werd lijn 682 met 800 meter verlengd van halte Höhscheid naar Brockenberg. In 1993 werd een nieuwe tak van het centrum naar Aufderhöhe (8,2 kilometer) in gebruik genomen. Deze tak wordt sindsdien bereden door de nieuwe trolleylijnen 685 en 686.

## Heden
Het trolleynet is ongeveer 50 kilometer lang en wordt bediend door zes lijnen. De halte Graf-Wilhem-Platz is het centrale overstappunt. Bijzonder was het eindpunt van lijn 683 in Burg. Dit eindpunt kende geen keerlus, maar een draaischijf die lijkt op een draaiplateau. Door de komst van de gelede trolleybussen, die te lang waren voor de draaischijf, kwam de draaischijf buiten gebruik maar ligt er nog wel en wordt enkel gebruikt door de museumtrolleys. Lijn 683 naar Burg Brücke werd een aantal honderden meters verlengd zodat men vanaf de Burg Brucke naar Burger Bahnhof op dieselmodus rijdt. Door deze verlenging konden ook gelede trolleybussen op lijn 683 rijden die hiervoor reed met de 12-meter Hess en MAN trolleybussen. Door wegwerkzaamheden bij het andere eindpunt in Wuppertal Vohwinkel wordt ook geruime tijd een tijdelijke route gereden op de dieselmodus.   
De trolleybus wordt geëxploiteerd door Stadtwerke Solingen (SWS).

## Wagenpark
Stadtwerke Solingen (SWS) bezit 49 trolleys, waarvan er ongeveer 38 nodig zijn voor de uitvoering van de dienst.
In 2001 heeft SWS 15 gelede trolleybussen (171-185) bij Berkhof gekocht van het type Berkhof Premier AT18. In 2002 kocht de SWS wederom 20 gelede trolleybussen nu bij Van Hool (Van Hool AG300T) (251-270). In 2009 kocht de SWS nogmaals 15 gelede trolleybussen maar bij Hess (Vossloh Kiepe Swisstrolley) (951-965). Bijzonder is dat de trolley door de chauffeur met een druk op de knop kan worden bediend voor het rijden op stukken zonder bovenleiding en niet zoals vroeger de chauffeur dit handmatig met een touw moet doen. Op de 174 na zijn alle wagens nog aanwezig. Deze typen trolleys worden ook ingezet op het Arnhemse trolleynet.
Tot 2009 bezat de SWS nog 14 12-metertrolleybussen van het type MAN SL 172 HO. Deze werden in 1986/87 gebouwd. Bijzonder aan deze wagens was de dubbele achteras (beide aangedreven). Ze reden op het laatst voornamelijk op lijn 683, omdat de draaischijf bij Burg te klein is voor gelede bussen.

## Lijnen
- 681: Hauptbahnhof - Agentur für Arbeit - Ohligs Rathaus - Brunnenstraße - Merscheid - Hammertal - Erholungstraße - Industriemuseum - Limminghofen - Altenberger Weg - Stadtwerke - Dingshaus - Lehner Straße - Mangenberg - Freiligrathstraße - Schlagbaum - Mühlenplatz - Graf-Wilhelm-Platz - Entenpfuhl - Werwolf - Rathausstraße - Bismarckplatz - Bülowplatz - Steinenhaus - Meisenburg - Balkhauser Weg - Hästen
- 682: Hauptbahnhof - Kullen - Schleifersberg - Kronprinz - Röntgenstraße - Albert-Schweitzer-Schule - Weyer - Obere Weyerstraße - Spitzwegstraße - Wald Kirche - Wald Mitte - Wald Bahnhof - Demmeltrath - Foche - Zentral - Wasserturm - Unionstraße - Wernerstraße - Schlagbaum - Mühlenplatz - Graf-Wilhelm-Platz - Birker Straße - Bahnhof Grünewald - Technologiezentrum - Weeger Hof - Erfer Straße - Lindenhof - Höhscheid - Hingenberg - Höhscheid-Brockenberg
- 683: Station Wuppertal-Vohwinkel - Kaiserplatz - Vohwinkel Schwebebahn -  Rubensstraße - Dillenburg - Am Halben Berg - Roßkamper Straße - Deutsches Klingenmuseum - Gräfrath - Bergerbrühl - Obenflachsberg - Zentral - Wasserturm - Unionstraße - Wernerstraße - Schlagbaum - Mühlenplatz - Graf-Wilhelm-Platz - Entenpfuhl - Werwolf - Felder Straße - Bülowstraße -  Dorp - Ritterstraße - Schule Krahenhöhe - Wieden - Dorperhof - Birken - Jagenberg - Stadtwald - Burger-Höhe - Burg-Seilbahn - Burg
- 684: Hasselstraße - Rolandstraße - Erbenhäuschen - Margaretenstraße - Stöckerberg - Sudetenstraße - Schlagbaum - Mühlenplatz - Graf-Wilhelm-Platz - Entenpfuhl - Werwolf - Lagerstraße - Irlen - Gasstraße - Brühl - Wittenberg - Eichenstraße - Vockert - Börsenstraße - Höfchen - Lacher Straße - Schule Widdert
- 685: Aufderhöhe - Siebels - Steinendorf - Jammertal - Straßen - Schmalzgrube - Hoffnung - Geilenberg - Kotten - Damaschkestraße - August-Dicke-Straße - Klingenhalle - Bergstraße - Birkerstraße - Graf-Wilhem-Platz - Mühlenplatz - Schlagbaum - Sudetenstraße - Stöckerberg - Margaretenstraße - Erbenhäuschen - Rolandstraße - Hasselstraße
- 686: Aufderhöhe - Siebels - Steinendorf - Jammertal - Straßen - Schmalzgrube - Hoffnung - Geilenberg - Kotten - Stahlstraße - Wilhelmshöhe - Mangenberg - Freiligrathstraße - Schlagbaum - Mühlenplatz - Graf-Wilhelm-Platz - Entenpfuhl - Werwolf - Lagerstraße - Irlen - Gasstraße - Brühl - Wittenberg - Eichenstraße - Vockert - Börsenstraße - Höfchen - Lacher Straße - Schule Widdert